# Nils Hald
Nils Mauritz Hald, född 12 oktober 1897 i Kristiansand, död 14 juli 1963 i Oslo, var en norsk skådespelare.
Hald var son till bokbindaren Johan Christian Thorsted Hald (1865–1902) och Karen Marie Gundersen (1864–1944). Nils Hald filmdebuterade 1921 i Rasmus Breisteins Felix. Året efter medverkade han i Farende folk varefter han inte återvände till filmen förrän 1936. Han gjorde ytterligare en handfull roller fram till 1961. Han var också engagerad vid Det norske teatret under 1940- och 1950-talen.
Hald var 1922–1938 gift med skådespelaren Ragnhild Hald.

## Filmografi
- 1921 – Felix
- 1922 – Farende folk
- 1936 – Dyrk jorden!
- 1946 – Jag var fånge på Grini
- 1946 – Om kjærligheten synger de
- 1950 – To mistenkelige personer
- 1956 – Roser til Monica
- 1958 – Høysommer
- 1961 – Går ut i kveld (TV-film)